# بارميت سيثي
بارميت سيثي (بالإنجليزية: Parmeet Sethi)‏ مواليد 14 أكتوبر 1961 في نيودلهي، هو ممثل ومنتج أفلام هندي.

## وصلات خارجية
- بارميت سيثي على موقع IMDb (الإنجليزية)
- بارميت سيثي على موقع ألو سيني (الفرنسية)
- بارميت سيثي على موقع أول موفي (الإنجليزية)
- بارميت سيثي على موقع قاعدة بيانات الأفلام السويدية (السويدية)
- بارميت سيثي على موقع قاعدة بيانات الفيلم (الإنجليزية)
- بارميت سيثي على موقع كينوبويسك (الروسية)